# Pok y Mok
Pok y Mok (en América Latina: Pok y Mok: Dos ecologistas extremos) es una serie de televisión francesa en coproducción de France 3, con estreno el 27 de agosto de 2012 en Latinoamérica en español por el canal Disney XD.

## Personajes
- Mok: Mok es un niño que va a la escuela primaria local. Tiene proyectos mucho más constructivos para el futuro, como "Presidente del mundo" o "Bombero Gangster"! Él es el único hijo de Ernesto y de Penélope, pero él nunca está solo, porque esta Pok!
- Pok: Pok es la mascota de la familia. Es peludo, tiene brazos largos que arrastra detrás de él cuando él camina y sólo pronuncia onomatopeyas y misteriosos sonidos confusos. Es un perezoso y siempre está al lado del Mok.
- Ernesto (Papá): A Ernesto le gusta reír y bromear siempre aparece relajado, pero profundiza su trabajo en el hogar, él se destaca, incluso plagado de ansiedad. Aun así, él es un funcionario en el Ministerio de papeleo. Vive con estrés por la limpieza, una obsesión que vive con pasión. Ernesto no puede ocuparse de desorden. Ni con manchas o suciedad. Todo debe estar limpio y poner distancia.
- Camille: Es la mejor amiga de Mok. Vive cerca de la casa de los abuelos de mok. Siempre se divierten y pasan momentos juntos. Camille quiere mucho a Mok. Aunque una vez por su culpa Mok tuvo que bailar en Pantis.

- Penélope (Mamá): Penelope,es la madre del Mok; es despreocupada y brillante por naturaleza. Ella misma tiene también muchas preguntas acerca de la vida diaria ya que su marido se encarga de todo. Ella prefiere soñar despierta, descansa en el sofá, leyendo una revista. Ante los problemas, ella es pragmática y sólo ve soluciones. Cuando una tubería de agua tiene fuga, ella bloquea inmediatamente la fuga con un trozo de goma de mascar. Cuando hay una mancha en la manga de su blusa nueva, ella simplemente corta las mangas.
- Abuelo: Abuelo es el abuelo materno de Mok. Él tiene 60 años y todavía trabaja en su granja con su esposa. Cría animales y cultiva frutas y verduras con un montón de pesticidas. Él es un agricultor que ama su trabajo y se practica la agricultura intensiva. Se queja mucho y se rebela contra todo! No tiene mucho aprecio por su hijo-en-ley, que no es un granjero y le ofrece el comentario de vez en cuando grosero. Él le llama Ernesto chico de ciudad.
- Abuela: La madre de Penélope tiene 60 años, al igual que su marido. Ella siempre está contenta de tener a todos en la casa, especialmente a su hija y su familia. Aunque ella tiene animales en la granja, ninguno de ellos son mascotas reales, por lo que ella está muy contenta de tener Pok en casa. Ella considera que él sea su propio "GATITO". Ella es muy dedicada y amable. Ella dice lo que ella está pensando en voz alta, sin mucha previsión acerca de las consecuencias.

## Episodios
| Temporada | Temporada | Episodios        | Emisión Original      | Emisión Original        |
| Temporada | Temporada | Episodios        | Inicio                | Final                   |
|           | Piloto    | 0                | No emitido            | No emitido              |
|           | 1         | 2 (6 segmentos)  | 10 de febrero de 2009 | 16 de diciembre de 2009 |
|           | 2         | 4 (12 segmentos) | 27 de agosto de 2012  | 16 de diciembre de 2012 |
|           | 3         | 5 (12 segmentos) | 7 de enero de 2013    | 11 de enero de 2013     |

- Datos: Q6081517